# Enrico VIII di Waldeck
Enrico VIII di Waldeck (1465 – 1513) fu conte di Waldeck ed il fondatore della linea maggiore di Waldeck-Wildungen. Fu anche temporaneamente governatore della contea di Vianden, un possedimento del casato di Nassau.

## Biografia
Era figlio di Filippo I di Waldeck e di sua moglie Giovanna di Nassau-Dillenburg, una figlia di Giovanni IV di Nassau-Dillenburg. Dopo la prematura norte dei suoi genitori, suo zio Filippo II agì da tutore.
Nel 1486, Enrico VIII raggiunse la maggiore età e lui ed il suo ex tutore Filippo II decisero di dividere i possedimenti di famiglia. Avrebbero continuato a condividere la città di Waldeck ed il castello di Waldeck. Enrico VIII ricevette la parte sud, nota come Waldeck-Wildungen e Filippo II quella a nord, Waldeck-Eisenberg. Nel 1487, fondarono congiuntamente il monastero francescano a Korbach.
Nel 1492, Enrico sposò Anastasia, erede di Guglielmo di Runkel (morto nel 1489). Attraverso questo matrimonio, la contea di Wied e parte di Isenburg vennero in suo possesso, cominciando a denominarsi conte di Waldeck e signore di Isenburg. Dopo la morte di sua moglie nel 1503, vendette i possedimenti al conte Giovanni III di Wied, cugino di sua moglie. Da Anastasia ebbe due figli maschi: 
- Filippo IV (1493-30 novembre 1574)
- Guglielmo (morto nel 1518)

Nel 1493, il conte Engelberto II di Nassau, uno zio da parte di madre, lo nominò governatore della contea di Vianden, un'area che è oggigiorno parte del Lussemburgo.
Quando Ottone IV morì nel 1495, il ramo di Landau si estinse e le sue terre ricaderono sul Waldeck. Enrico VIII e Filippo II si disputarono l'eredità di Waldeck-Landau dal 1496. Nonostante il landfrieden, che l'imperatore Massimiliano I aveva dichiarato nel 1495, questa disputa fu inizialmente combattuta sotto la minaccia di armi da fuoco. Non fu fino al 1498 che i due conti convennero di cessare di combattere e presentare il loro caso al Tribunale della Camera imperiale di recente creazione. Nel 1507, Nel 1507 entrambe le parti concordarono che le città di Korbach, Niederwildungen, Sachsenhausen, Sachsenberg e Freienhagen rimanessero proprietà condivisa, così come il castello, la città e i distretti di Waldeck e Rhoden e la signoria di Itter. Enrico ricevette la città, il castello e il distretto di Altwildungen. In tutto, Enrico possedeva circa un terzo dei possedimenti di famiglia.
Nel 1504, Enrico VIII e Filippo II con i loro eserciti si unirono al langravio Guglielmo II d'Assia in una campagna per implementare il bando imperiale contro l'Elettorato del Palatinato. Nel 1505, furono presenti alla Dieta di Colonia, come parte dell'entourage del langravio. Nel 1509 alcuni nobili attaccarono Enrico ed egli chiese invano il sostegno al langravio. Nel 1512, i conti di Waldeck si unirono in una nuova associazione di conti.
Enrico morì nel 1513 e fu sepolto nel monastero di Marienthal a Netze (oggi parte di Waldeck).

## Ascendenza
|                                     |   |                                        | Genitori |  |  | Nonni |  |  | Bisnonni              |  |  | Trisnonni            |  |
|                                     |   |                                        |          |  |  |       |  |  | Enrico VII di Waldeck |  |  | Enrico VI di Waldeck |  |
|                                     |   |                                        |          |  |  |       |  |  | Enrico VII di Waldeck |  |  | Enrico VI di Waldeck |  |
|                                     |   | Elisabetta di Berg                     |          |  |  |       |  |  | Enrico VII di Waldeck |  |  |                      |  |
| Volrado I di Waldeck                |   |                                        |          |  |  |       |  |  | Enrico VII di Waldeck |  |  |                      |  |
|                                     |   | Margherita di Nassau-Wiesbaden-Idstein | …        |  |  |       |  |  |                       |  |  |                      |  |
|                                     |   | Margherita di Nassau-Wiesbaden-Idstein | …        |  |  |       |  |  |                       |  |  |                      |  |
|                                     |   | Margherita di Nassau-Wiesbaden-Idstein | …        |  |  |       |  |  |                       |  |  |                      |  |
| Filippo I, conte di Waldeck-Waldeck |   | Margherita di Nassau-Wiesbaden-Idstein |          |  |  |       |  |  |                       |  |  |                      |  |
|                                     |   | Michele I di Wertheim                  | …        |  |  |       |  |  |                       |  |  |                      |  |
|                                     |   | Michele I di Wertheim                  | …        |  |  |       |  |  |                       |  |  |                      |  |
|                                     |   | Michele I di Wertheim                  | …        |  |  |       |  |  |                       |  |  |                      |  |
| Barbara di Wertheim                 |   | Michele I di Wertheim                  |          |  |  |       |  |  |                       |  |  |                      |  |
|                                     |   | …                                      | …        |  |  |       |  |  |                       |  |  |                      |  |
|                                     |   | …                                      | …        |  |  |       |  |  |                       |  |  |                      |  |
|                                     |   | …                                      | …        |  |  |       |  |  |                       |  |  |                      |  |
| Enrico VIII di Waldeck              |   | …                                      |          |  |  |       |  |  |                       |  |  |                      |  |
|                                     | … | …                                      |          |  |  |       |  |  |                       |  |  |                      |  |
|                                     | … | …                                      |          |  |  |       |  |  |                       |  |  |                      |  |
|                                     | … | …                                      |          |  |  |       |  |  |                       |  |  |                      |  |
| Giovanni IV di Nassau               | … |                                        |          |  |  |       |  |  |                       |  |  |                      |  |
|                                     |   | …                                      | …        |  |  |       |  |  |                       |  |  |                      |  |
|                                     |   | …                                      | …        |  |  |       |  |  |                       |  |  |                      |  |
|                                     |   | …                                      | …        |  |  |       |  |  |                       |  |  |                      |  |
| Giovanna di Nassau-Dillenburg       |   | …                                      |          |  |  |       |  |  |                       |  |  |                      |  |
|                                     |   | …                                      | …        |  |  |       |  |  |                       |  |  |                      |  |
|                                     |   | …                                      | …        |  |  |       |  |  |                       |  |  |                      |  |
|                                     |   | …                                      | …        |  |  |       |  |  |                       |  |  |                      |  |
| Maria di Loon-Dillenburg            |   | …                                      |          |  |  |       |  |  |                       |  |  |                      |  |
|                                     |   | …                                      | …        |  |  |       |  |  |                       |  |  |                      |  |
|                                     |   | …                                      | …        |  |  |       |  |  |                       |  |  |                      |  |
|                                     |   | …                                      | …        |  |  |       |  |  |                       |  |  |                      |  |
|                                     |   | …                                      |          |  |  |       |  |  |                       |  |  |                      |  |